# 颱風艾瑞斯 (1959年)
颱風艾瑞斯（英語：Typhoon Iris，國際編號：5908，中國大陸編號：5903）是1959年太平洋颱風季的一個熱帶氣旋。

## 氣象歷史
1959年8月19日在菲律賓東方的熱帶輻合帶海面生成，於8月22日登陸中國廈門以後繼續向西前進，最終於8月23日消散。

## 影響

### 菲律賓
在8月21日，颱風艾瑞斯襲擊呂宋島北部海岸，然而沒有傷亡和財產損失報告。至少有兩次沉船事件發生，美國第七艦隊前往搜尋倖存者。巴拉望島附近，至少有100人因渡輪沉沒喪生，只有11名乘客獲救。奎松省附近有五人失踪後，因為摩托艇傾覆。

### 台灣
- 當地評定巔峰強度分級：（CWB）
- 當地評定最大持續風速：45每秒（87節；160每小時）（一分鐘）
- 當地發布之颱風警報：海上陸上颱風警報

8月22日，台灣遍布大雨，引發山洪爆發，一座鐵路橋被沖走。澎湖群島約1000人無家可歸。

### 中國大陸
福建省因颱風暴雨導致洪災，造成至少720人死亡，618人受傷，996人失踪。然而，根據美國國家海洋和大氣管理局紀錄，死亡人數可能高達2,334人。

## 外部連結
- . 國立情報學研究所. （英文）